# Apolloniakapelle (Eilendorf)

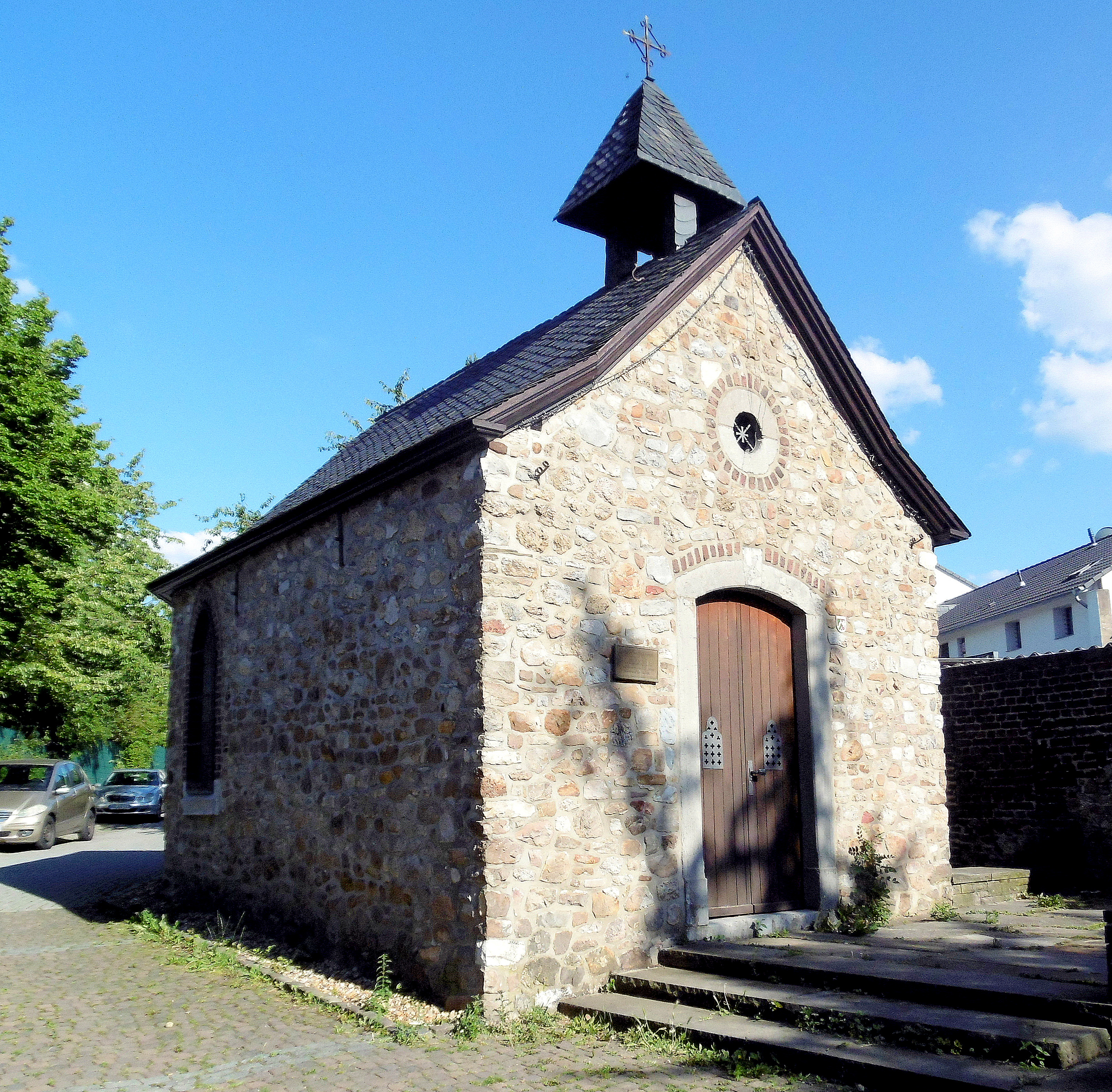
Apollonia-Kapelle

Die Apolloniakapelle Eilendorf ist eine römisch-katholische  Andachtsstätte im „Oberdorf“ des Aachener Stadtteils Eilendorf. Sie wurde 1774 erbaut und ist als einzige von ehemals fünf Kapellen im damals eigenständigen Stadtteil Eilendorf erhalten und damit das älteste sakrale Bauwerk im Ort. Die gesamte Kapellenanlage steht seit den 1980er-Jahren unter Denkmalschutz und wird seit 2010 vom „Förderverein zum Erhalt der Apollonia-Kapelle e. V.“ betreut.

## Geschichte

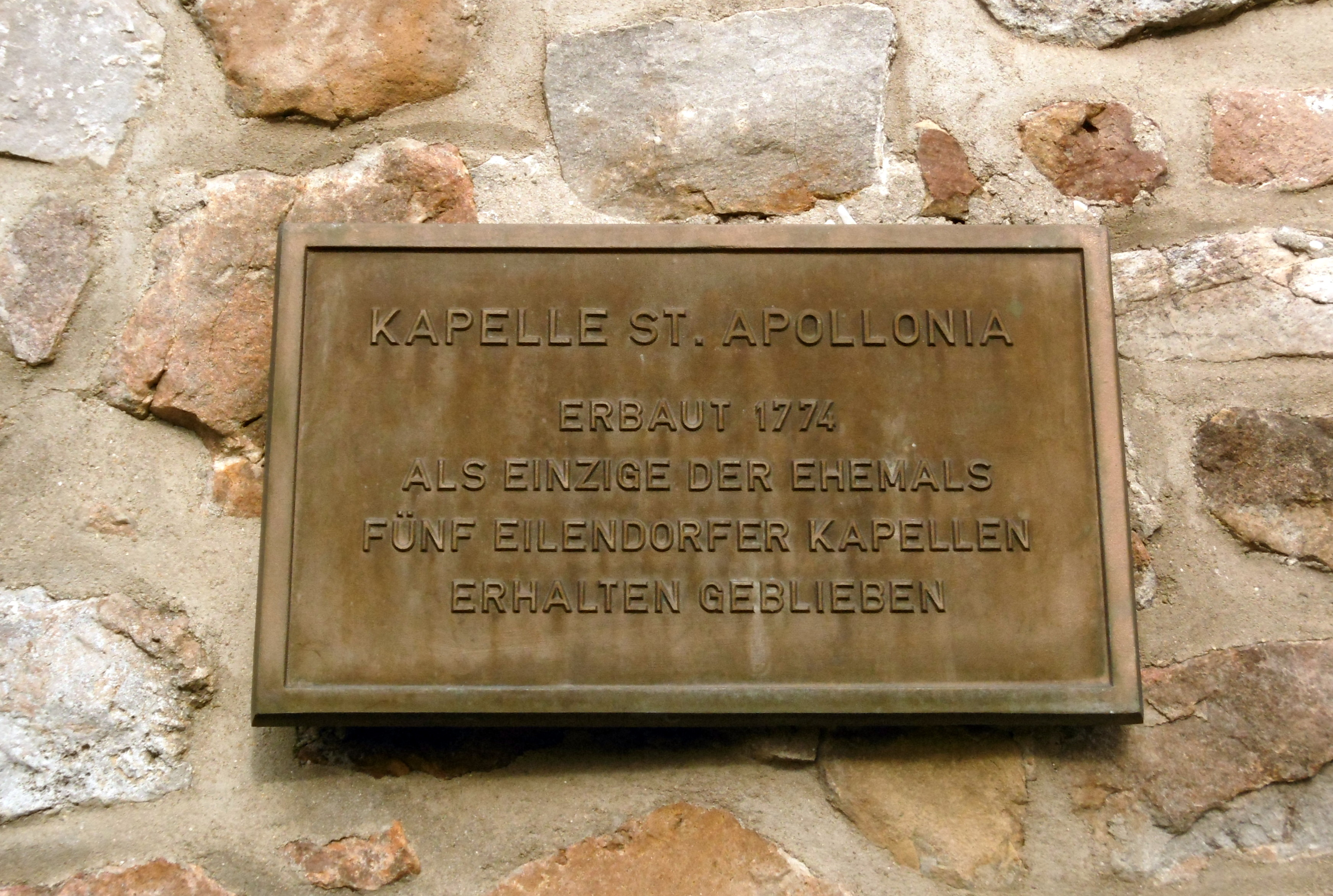
Infotafel an der Kapelle

Die Apolloniakapelle wurde 1774 zunächst nur mit Billigung des Ortspfarrers Christian Virnich, aber ohne Wissen des Administrators der Reichsabtei Kornelimünster erbaut und fertiggestellt. Am 2. Juni 1777 erteilte der Administrator von Kornelimünster, Carl Casper Freiherr von der Horst, nachträglich die Genehmigung für den Kapellenbau, und am 30. Juni 1780 genehmigte die Kölner Erzbischöfliche Behörde die Weihe der Kapelle. Schutzpatronin ist die Märtyrerin Apollonia von Alexandria. 
Bis zur Mitte des 20. Jahrhunderts beziehungsweise bis zum Bau der Pfarrkirche St. Apollonia war die Apolloniakapelle das religiöse Zentrum des Oberdorfes von Eilendorf. In früherer Zeit wurden mit Unterbrechungen durch die beiden Weltkriege und durch mehrmalige Restaurierungsarbeiten in der Kapelle Heilige Messen gehalten. Darüber hinaus war die Apolloniakapelle bzw. der Platz vor der Kapelle mit einem dazu aufgestellten Altar zweite Station der Eilendorfer Fronleichnamsprozessionen. Ebenfalls jährlich zum 9. Februar wird an und in der Kapelle das Patronatsfest zu Ehren der hl. Apollonia gefeiert, bei dem die Apolloniareliquie aus der Pfarrkirche ausgestellt wird.
Mit Gründung der „St. Apollonia-Schützenbruderschaft Eilendorf“ 1926 wurde die Kapelle zum religiösen Treffpunkt des Vereins, der in den nächsten Jahrzehnten die Betreuung der gesamten Kapellenanlage übernahm. Im November 1932 beschloss die Bruderschaft die Einrichtung einer Kapellenkasse für notwendige Reparaturen. Seit 2010 ist der neu gegründete Förderverein zum Erhalt der Apollonia-Kapelle in Aachen Eilendorf e. V. gemeinsam mit der Pfarre St. Apollonia für die Verwaltung und Pflege der Kapelle verantwortlich.

## Architektur und Ausstattung
Die Kapelle wurde als kleine einschiffige Saalkirche mit einer dreiseitigen Apsis in Bruchsteinbauweise errichtet. Auf dem Satteldach des Kirchenschiffes befindet sich ein kleines luftiges Glockentürmchen. In den beiden Seitenfassaden wurden je ein Spitzbogenfenster und in der Eingangsfassade eine Rundbogentür eingelassen, die ihrerseits mit einem Blausteinrahmen eingefasst ist. Über ihr ziert ein kleines Rundfenster mit Blausteinrahmen die Giebelwand.
Zur Innenausstattung der Kapelle gehört ein schlichter barocker Altaraufsatz mit einer 45 cm hohen Holzstatue der hl. Apollonia aus dem 18. Jahrhundert, dargestellt mit ihren Attributen Zahn, Zange und Palmzweig, sowie einem Bronzekreuz des Aachener Bildhauers Bonifatius Stirnberg. In der hölzernen Altarplatte ist jedoch nicht – wie es zu vermuten wäre – eine Reliquie der hl. Apollonia zu finden, sondern – wie eine Plakette auf der Rückseite des Altares bescheinigt – Partikel der beiden Kölner Heiligen St. Gereon und St. Ursula, die bei der Konsekration des Altars am 30. November 1964 durch den Aachener Weihbischof Joseph Ludwig Buchkremer dort eingelassen wurden. Die Reliquie der Pfarrpatronin selbst wird in einem Reliquiar, in der Pfarrkirche St. Apollonia aufbewahrt.
An der linken Wandseite der Kapelle hängt die 1954 von der Schützenbruderschaft gestiftete Apollonia-Lampe, die ursprünglich als Ewiges Licht in der Notkapelle hing, die während des Baus der neuen Pfarrkirche im örtlichen Kindergarten eingerichtet worden war. Ebenfalls von der Bruderschaft gestiftet sind der 1959 installierte Leuchter sowie eine 1965 aufgestellte neue Holzbank; zwei weitere Holzbänke stammen aus dem gleichen Jahr von der Eilendorfer „Kevelaer-Bruderschaft“. 
Mehrfach musste die im Laufe der Jahrhunderte immer wieder vom Verfall bedrohte Kapelle saniert und restauriert werden, zuletzt umfangreich in den Jahren 1964/1965, nachdem bereits in den 1930er-Jahren die Fenster ausgetauscht und die Decke erneuert worden waren sowie 1946 der barocke Altaraufsatz überarbeitet wurde. Erst 2016 erhielt die Kapelle Anschluss an das örtliche Stromnetz; ein Jahr später wurde das alte Holzpodest im Altarbereich erneuert. 2019 erhielt die Apolloniakapelle die alte Sakristeiglocke aus der profanierten Barbarakirche in Aachen-Rothe-Erde, und der Altaraufsatz wurde erneut restauriert und konserviert. Ein Jahr später wurden alle alten Holzbänke gegen 24 neue moderne Stühle ausgetauscht.